# 윌리암 나딜람
윌리암 나딜람(프랑스어: William Nadylam, 1966년 8월 2일~)은 프랑스의 배우, 무대 연출가이다.

## 작품 목록

### 영화
- 신비한 동물들과 덤블도어의 비밀 (2022년) - 유스프 카마 역
- 신비한 동물들과 그린델왈드의 범죄 (2018년) - 유스프 카마 역
- 샤토 (2017년)
- Lace Crater (2015)
- 에스케이원 (2014년)
- 히어 앤 나우 (2014년)
- 백인의 것 (2009년)